# Hans Lauerer
Hans Lauerer (* 25. Mai 1884 in Regensburg; † 20. Januar 1953 in Neuendettelsau) war ein deutscher evangelisch-lutherischer Pfarrer und Rektor der Diakonissenanstalt Neuendettelsau.

## Leben und Wirken
Lauerer studierte evangelische Theologie und promovierte in Erlangen mit einer Arbeit über den Bischof Anselm von Havelberg. Von 1918 bis 1953 war er Rektor der Diakonissenanstalt Neuendettelsau.
In seiner Zeit wurden Filialen in Windsbach, Oettingen, Westheim, Lützelbuch, Bad Oy, Engelthal, Nürnberg, Rothenburg und Mainleus gegründet bzw. erworben. 1926 beauftragte er den Architekten German Bestelmeyer mit dem Umbau der mittlerweile zu klein gewordenen Kirche St. Laurentius.
Reichsbischof Ludwig Müller berief Lauerer zum lutherischen Geistlichen Minister, er trat jedoch schon am 2. Dezember 1933 von diesem Amt zurück. Er schloss sich den Deutschen Christen nicht an und trat auch dem Ansbacher Kreis nicht bei, dessen Mitglieder dem Nationalsozialistischen Evangelischen Pfarrerbund (NSEP) angehörten und für den Ansbacher Ratschlag verantwortlich waren. Dennoch wurde von ihm die Machtergreifung Hitlers und das Nationalsozialistische Regime grundsätzlich begrüßt, sofern es sich nicht in kirchlichen Angelegenheiten einmischte.
Während seiner Zeit als Leiter der Diakonissenanstalt Neuendettelsau verlegten die Nationalsozialisten etwa 1200 Patienten aus den Neudettelsauer Anstalten in andere Heime und töteten sie schließlich. Lauerer besaß eine gewisse Affinität zur nationalsozialistischen „Euthanasie“-Politik und der hinter ihr stehenden Ideologie und war darum bereit, das Gebot des unbedingten Schutzes menschlichen Lebens dieser Ideologie unterzuordnen.

## Ehrungen

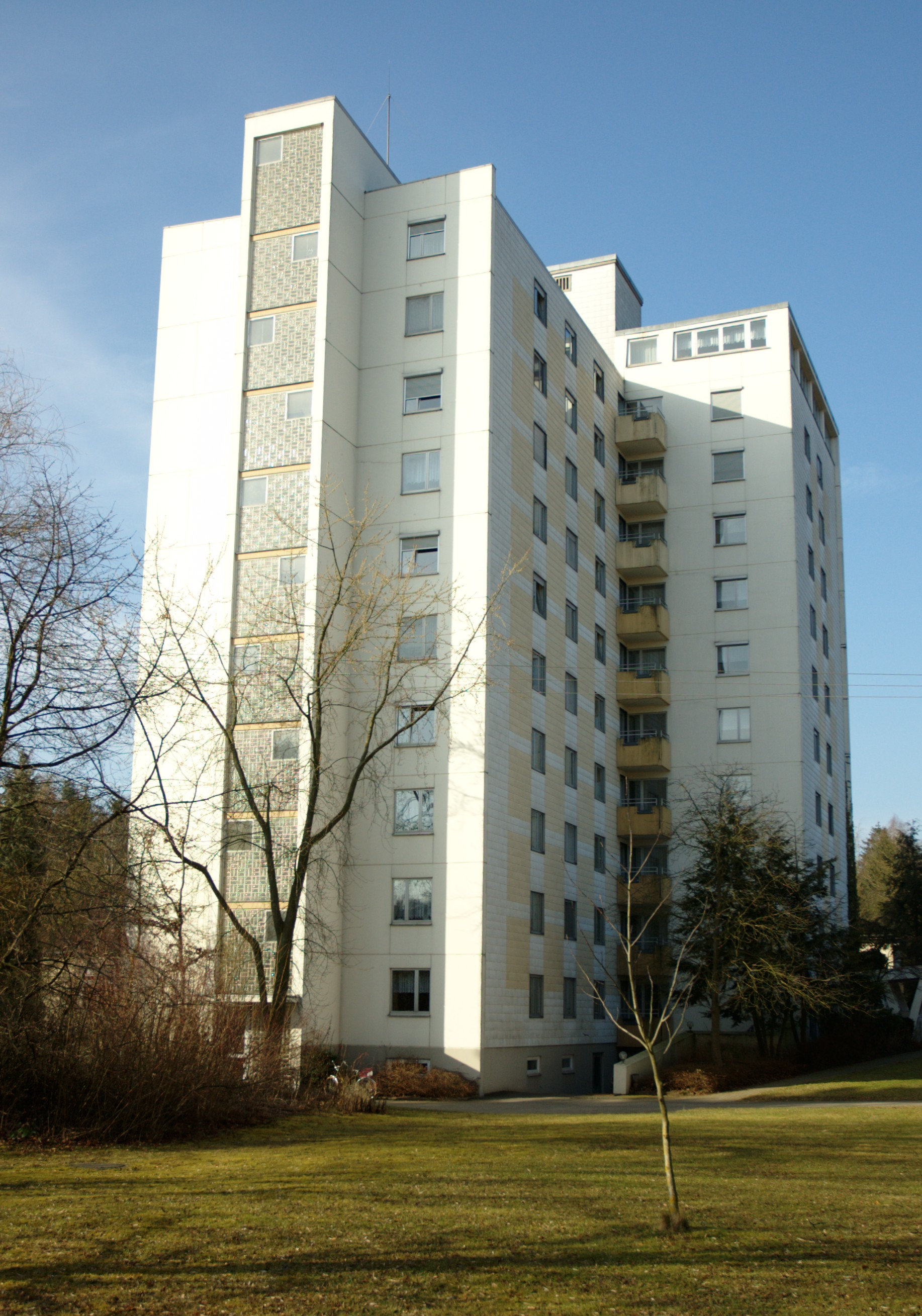
Hans-Lauerer-Haus in Neuendettelsau

- 1953: Verdienstkreuz am Bande der Bundesrepublik Deutschland

Ein Gebäude der Diakonie in Neuendettelsau trägt heute den Namen Hans-Lauerer-Haus.

## Schriften (Auswahl)
- Die theologischen Anschauungen des Bischofs Anselm von Havelberg gestorb. 1158: auf Grund der kritisch gesichteten Schriften dargestellt, Erlangen: Junge & Sohn 1911.
- Luthers Anschauung von der Taufe, Leipzig: Deichert 1917.
- „Altes“ und „neues“ Evangelium?: eine theologische Aussprache, Nürnberg: Verlag der Buchhandlung des Vereins für Innere Mission 1920.
- Von der Kirche: eine Bitte um Verständnis für die Kirche, Neuendettelsau: Verlag der Buchhandlung der Diakonissenanstalt 1924.
- Pfarrer Wilhelm Löhe, Neuendettelsau: Verlag der Buchhandlung der Diakonissenanstalt 1926.
- Was heißt und wie wird man eine christliche Persönlichkeit im Sinne des Luthertums?, Neuendettelsau, Verlag der Buchhandlung der Diakonissenanstalt 1920.
- Erziehen heißt Dienen. Ein Beitrag zur christlichen Erziehung im evangelischen Sinn, Neuendettelsau 1926.
- Die Diakonissenanstalt Neuendettelsau: aus Geschichte und Gegenwart, Neuendettelsau 1928.
- Ich glaube an den heiligen Geist. Eine kurze Darstellung des Werkes des heiligen Geistes. Neuendettelsau 1928.
- Die weltanschaulichen Grundlagen der deutschen Parteien, Neuendettelsau: Freimund-Verlag 1933.
- Kirche und Staat. Ein evangelischer Unterricht (= Bekennende Kirche, Heft 11), München 1934.
- In Jesu Nachfolge und Dienst, Neuendettelsau 1938.
- 100 Jahre Diakonissenanstalt Neuendettelsau 1854–1954, Neuendettelsau 1954.
- Jahr des Heils anno domini: aus Predigten und Schriften von D. Lauerer, Gesammelt von Olga Gaebelein, Neuendettelsau 1987.